# Тума (этническая группа)
Тума́ (тумаки) — метисы, полурусские-полутатары. Этническая группа в низовьях Волги и Прикаспии (Гумилёв, 1992).
В среде донских казаков «тума» — название метисной прослойки. Так верховые казаки презрительно называли низовых. У Даля тума — любая помесь в природе: лисопёс, волколис, бесшабашный человек, «шабашник». Происхождение термина «тума» в Сибири неизвестно. По словарям XIX века: тумак — метис, полукровка. Возможно, происходит от татарского «тума» — «отпрыск, потомство; дальний родственник» (ср. «тумача» — «дальний родственник», «тумак» — «помесь, метис, гибрид», «незаконнорождённый»).
Термин часто применялся для определения помеси южноруссов, гулящих людей и персов Южного Каспия. «Гремучая» смесь, разбойные люди Степана Разина, ходившие с ним в Персию и на Каспий за «зипунами» (на грабежи). Согласно концепции Л. Н. Гумилёва, сложились в начальную фазу этноса — консорцию. Просуществовали на нижней Волге и Тереке до 1930-х годов. Поговорка «у тумы — кровавые думы» отражает историю Волги и прикаспийского края (Гумилёв, 1992).